# ملا بريشان

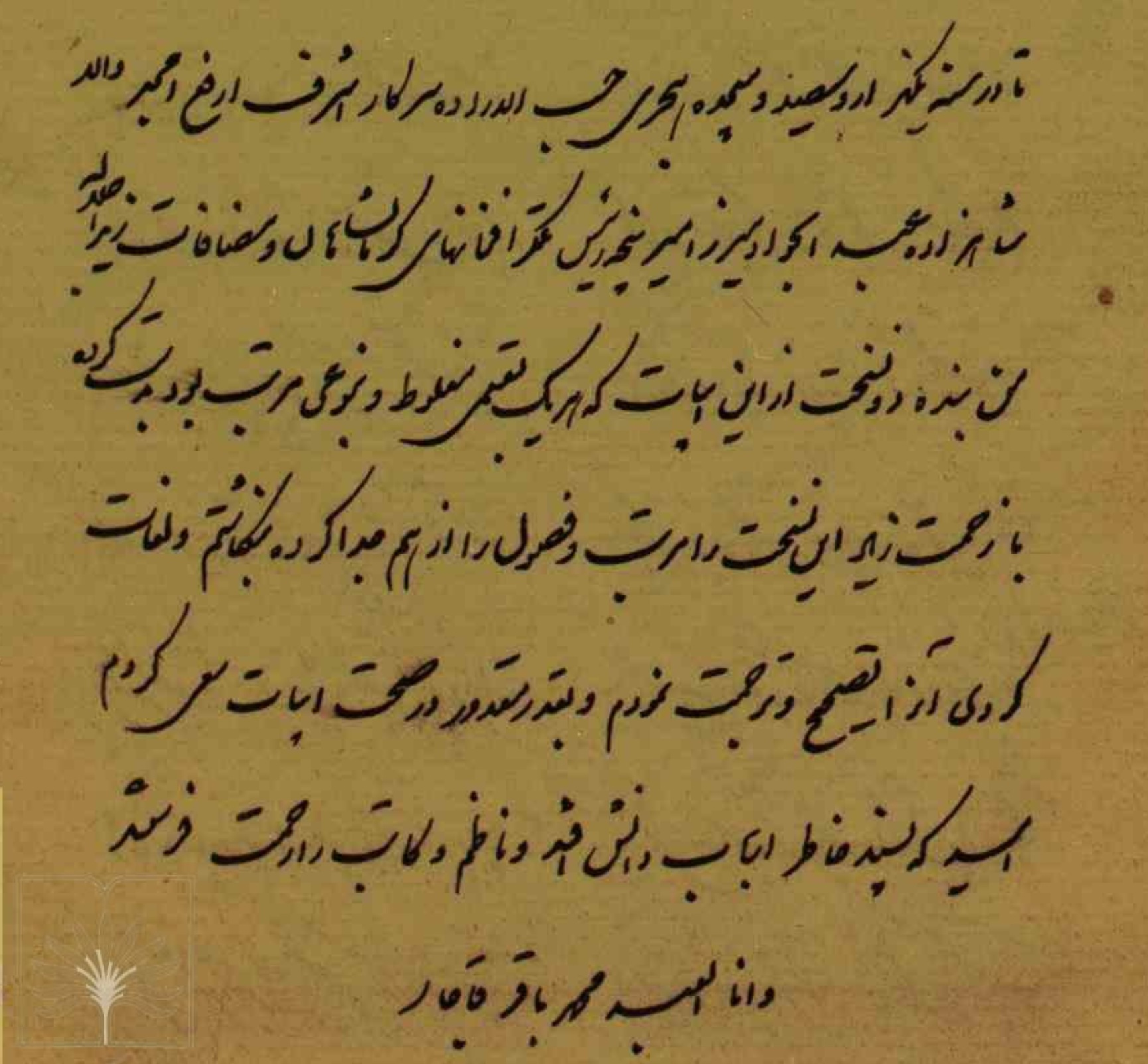
مقدمة الكاتب لكتاب بريشان نامه والتي جاء فيها: "بجهود كبيرة قمت بترتيب هذه المخطوطة وفصل الفصول وترجمة الكلمات الكردية وتصحيحها."

ملا بريشان (1356-1431) (بالكردية: مەلا پەرێشان) شاعر كردي من القرن الرابع عشر، يُعرف بأنه من أوائل الشعراء الذين كتبوا ديوانًا شعريًا باللهجة الغورانية. يُعدّ عمله الرئيسي "بريشان نامه" أقدم كتاب باللهجة الكورانية، وهو مثال على الأدب الكردي في القرنين الرابع عشر والرابع عشر.

## حيات
اسمه الكامل محمد أبو القاسم لكنه معروف باسم ملا بريشان. سيرته الذاتية غير واضحة تمامًا، ولكن يُرجَّح أنه وُلد في دينور، وكان من قبيلة غياسوند. كان شيعيًا، وحرفيًا، ويتحدث العربية والفارسية والتركية و الكردية، وقضى معظم حياته في منطقة قرميسين. وتوجد أمثلة على مناظراته مع علماء دين من طوائف أخرى في كتابه "بريشان نامه".